# Leptothyrsa
Leptothyrsa é um género botânico pertencente à família Rutaceae. .